# 任務 (松本清張)
『任務』（にんむ）は、松本清張の短編小説。『文學界』1955年12月号に掲載され、2022年11月に短編集『任務』収録の表題作として、中央公論新社より刊行された。

## あらすじ
三十四歳で招集された私（末田）は、朝鮮行きの編成に入れられ、衛生兵として龍山の兵営の医務室に通っていた。軍隊では本科の兵隊は衛生兵を「ヨーチン」と呼び見下げていたが、医務室では上等兵でもヨーチンとは云わず、休養室に入った患者は、衛生兵の眼から見ると懶惰な兵隊でしかなかった。私は書取りが正確で字がきれいだというので、森野軍医の信頼をうけた。森野軍医の診断は私が見てもずぼらであった。
須田軍医見習士官が医務室に姿を見せるようになり、須田は受診者を町医者と同じように丁寧に診察した。衛生兵達は眼をみはって親切な新しい軍医を眺めたが、患者を捌ききれない毎日がくりかえされると、衛生兵達は始終忙しくなり、須田軍医を嘲笑するよりも、憎悪しなければならなかった。周囲のこうした眼は新米の見習軍医に次第に圧迫を感じさせ、須田はだんだんに落付きを失っていった。一か月も経たぬうちに、須田は完全に軍医を体得し、森野軍医の実務に近づきつつあった、
そのような時に、私と同じ班の三上二等兵が受診患者の一人となって医務室に現れた。三上は三十五歳であったが、四十以上に考えてもよいくらいな風貌で、みるからにじじむさい兵隊であった。須田は「この位の風邪が何だ。お前の気合が足らんからだ」と軍隊になり切った口調でいうが、三上のことが気にかかった私は、医務室を抜けて自分の中隊の班に帰ってみた。三上の額に手を当てると可なり熱があると思ったが、私が立上ると、三上は眼を開けて私を見つめ、「末田衛生兵殿自分の頭を冷やして下さい」といった。私は今まで見下していた三上からこんな言葉を吐かれ、私は不快になった。
三上の病名は急性肺炎であった。高熱のため脳炎を起した三上は、意識を失うと、笑い顔になり、隣のベッドの脳炎患者が、大きな声で数字を数えはじめると、三上はそれに合せて数よみをはじめた。隣の衛生兵と私は、この場の光景をげらげらと笑い合った。その晩、三上は息絶えた。私は三上を可哀想な奴とは思ったが、それよりも、この病人の附添いという厄介でいやらしい仕事から早く脱けられた安心のほうが大きくあった。

## エピソード
- 日本近代文学研究者の栗坪良樹は「二人の患者の奇妙な合唱は、まるで落語『時そば』のパロディのように描かれていると読める」「衛生兵の体験が人間観察に集約されて描かれた佳篇」と述べている[1]。
- 作家の半藤一利は「患者が死んで持ち上げた時に初めて任務を果たしたという。この感じも分かるんですが、清張さんは皮肉ですね。衛生兵のほうから見れば、患者はモノみたいなもの」と述べ、国文学者の小森陽一は、本作の半年前に発表された『赤いくじ』が「ストーリーで読む小説」であるのに対して本作は「濃密な心理小説」になっていると評している[2]。